# Escualosa
Escualosa è un genere di pesci ossei marini appartenente alla famiglia Clupeidae.

## Distribuzione e habitat
Il genere è endemico dell'Indo-Pacifico tropicale.

## Descrizione
Sono pesci di taglia piccola, non superiore a 10 cm.

## Pesca
Escualosa thoracata ha una notevole importanza per la pesca commerciale.

## Specie
- Escualosa elongata
- Escualosa thoracata[1]